# HMS Terror (1813)
El HMS Terror  fue una bombarda construida para la Marina Real británica en 1813. Intervino en varias batallas de la Guerra anglo-estadounidense entre 1812 y 1815, incluida la Batalla de Baltimore y el bombardeo del Fuerte McHenry. El buque fue reconvertido en barco de exploración polar dos décadas después y participó en la Expedición ártica de George Back en 1836-37, en la Expedición Ross desde 1839 a 1843 y finalmente, otra vez junto al HMS Erebus, en la Expedición perdida de Franklin, al mando de Sir John Franklin y que partió en 1845 con la misión de hallar el paso del Noroeste. Ambos buques se perdieron junto a sus 129 tripulantes.
El 12 de septiembre de 2016 la Arctic Research Foundation anunció que había encontrado el pecio del buque en la bahía Terror de la provincia canadiense de Nunavut, frente a la costa suroeste de la Isla del Rey Guillermo, en un punto ubicado 97 km al sur del lugar en que supuestamente el buque fue abandonado y a unos 50 km del pecio del HMS Erebus, descubierto en 2014.